# XIII. sjezd Komunistické strany Číny
XIII. sjezd Komunistické strany Číny (čínsky pchin-jinem Zhōngguó Gòngchǎndǎng dìshísāncì quánguódàibiǎodàhuì, znaky zjednodušené 中国共产党第十三次全国代表大会) proběhl v Pekingu ve dnech 25. října – 1. listopadu 1987. Sjezdu se zúčastnilo 1936 řádných delegátů a 61 speciálních delegátů zastupujících 46 milionů členů Komunistické strany Číny.
Sjezd posoudil teoritické principy socialismu s čínskými rysy i praktické otázky rozvoje země. Konstatoval, že budování socialistické společnosti v Číně se nachází v počáteční etapě a že rozvoj společnosti bude i nadále vycházet ze čtyř základních principů (trvání na socialistické cestě rozvoje, demokratické diktatury lidu, vedoucí role komunistické strany a držení se marxismu-leninismu a myšlenek Mao Ce-tunga), při soustředění se na výstavbu ekonomiky. Sjezd přijal strategický plán reforem a rozvoje hospodářství ve třech etapách:
- zdvojnásobení hrubého domácího produktu (HDP) oproti roku 1980 a zabezpečení všeho obyvatelstva jídlem a oděvem;
- další zdvojnásobení HDP do konce století;
- dosažení příjmů na obyvatele na úrovni středně rozvinutých zemí k polovině 21. století.

Sjezd zvolil 13. ústřední výbor o 175 členech a 110 kandidátech, přičemž došlo k výrazné obměně výboru a jeho omlazení. Zvolil ústřední komisi pro kontrolu disciplíny o 69 členech a ústřední poradní komisi o 200 členech. Ústřední výbor poté zvolil 13. politbyro o sedmnácti členech a jednom kandidátovi. K běžnému řízení strany vybral ze členů politbyra pětičlenný stálý výbor (generální tajemník Čao C’-jang, Li Pcheng, Čchiao Š’, Chu Čchi-li, Jao I-lin). Dalšími členy politbyra byli zvoleni Wan Li, Tchien Ťi-jün, Ťiang Ce-min, Li Tchie-jing, Li Žuej-chuan, Li Si-ming, Jang Žu-taj, Jang Šang-kchun, Wu Süe-čchien, Sung Pching, Chu Jao-pang a Čchin Ťi-wej. Kandidátem pak Ting Kuan-ken. Prvním tajemníkem disciplinární komise se stal Čchiao Š’, předsedou poradní komise Čchen Jün a předsedou ústřední vojenské komise zůstal Teng Siao-pching.